# Preludio e fuga su un tema di Vittoria
Preludio e fuga su un tema di Vittoria è un brano musicale per organo solo composto da Benjamin Britten nel 1946. L'opera fu commissionata per la Chiesa di San Matteo, Northampton ed eseguita per la prima volta nella chiesa il 21 settembre 1946, giorno di San Matteo, tre giorni dopo la sua composizione. Utilizza un tema di un mottetto del compositore spagnolo Tomás Luis de Victoria, sia nel preludio (dove viene suonata ripetutamente sulla pedaliera) sia come base per la fuga. Il brano, che dura circa cinque minuti, ebbe un'accoglienza mista. Un critico musicale fece notare la difficoltà nel trovare un organo adatto su cui eseguire il brano, viste le difficoltà nell'ottenere una registrazione adeguata per soddisfare i requisiti di Britten. Un recensore di un'esibizione in un concerto negli anni '60 lo definì "un tentativo artificioso di fare i mattoni senza la paglia", sebbene altri commentatori siano stati più favorevoli sul pezzo.

## Storia
A Britten era stato chiesto di scrivere il Preludio e Fuga per la chiesa di San Matteo, a Northampton. Fu eseguito per la prima volta nella chiesa il giorno di San Matteo (21 settembre) 1946, tre giorni dopo la sua composizione. C'è una storia che dice che l'avrebbe scritta a letto una mattina prima di colazione. Britten era stato precedentemente incaricato dal vicario di San Matteo, Walter Hussey, di scrivere una cantata, Rejoice in the Lamb (Rallegratevi nell'Agnello), per il cinquantesimo anniversario della chiesa nel 1943; l'accompagnamento d'organo per la cantata usava l'organo in un "modo sorprendentemente originale". Il Preludio e Fuga fu uno dei due pezzi, basati su temi di altri compositori, che Britten scrisse nel 1946; l'altro era The Young Person's Guide to the Orchestra, basato su un brano di Henry Purcell.

## Struttura

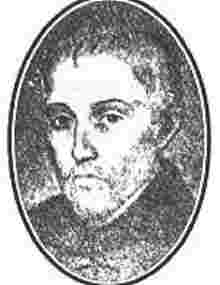
Tomás Luis de Victoria, il compositore del brano originale

Entrambe le sezioni del brano sono basate su un tema di un mottetto, Ecce sacerdos magnus ("Ecco un grande sacerdote"), del compositore spagnolo Tomás Luis de Victoria (o "Vittoria", 1548–1611). Il tema, che proviene da una melodia di canto piano usata ai tempi di Vittoria nel giorno della festa di un santo e vescovo, è lungo nove note e non varia molto. Il Preludio, che è in tempo di 4⁄2 (quattro minime per battuta), si apre con un'affermazione del tema suonata sulla pedaliera in quintuplette (cinque crome suonate nel tempo di quattro), contrassegnata da ff, (fortissimo). Il tema è ripetuto frequentemente sui pedali durante il preludio, che è annotato "largamente". Il preludio, che dura circa un minuto e mezzo, è lungo tredici battute.
Anche il tema di Vittoria viene utilizzato (con un piccolo sviluppo) come soggetto della fuga. Questa sezione è in tempo di 3⁄4 (tre semiminime per battuta) ed è contrassegnata Andante con moto. La fuga, che è scritta principalmente in quattro parti con frequenti cambi di ritmo, raggiunge gradualmente il culmine. Nella battuta 69 una nuova melodia più forte viene aggiunta nella mano destra opposta al tema della fuga nei pedali. A poco a poco il pezzo si spegne in due parti e ppp (pianississimo), mentre la mano destra e la sinistra suonano il tema della fuga ogni battuta separata dall'altra, in un canone. L'intero brano dura circa cinque minuti.

## Valutazione
Il pezzo ha avuto un'accoglienza mista. Anche uno dei suoi sostenitori dice che "agli interpreti non sembra piacere molto", nonostante sia scritto in modo che "l'organista parrocchiale medio possa avere una buona possibilità di suonarlo".
Il musicista americano Luther Noss ha recensito il pezzo al momento della sua pubblicazione da Boosey & Hawkes nel 1952, affermando che era "ben scritto per l'organo" e "decisamente liberato" da alcuni dei problemi riscontrati in altra musica d'organo moderna. Pensava che desse l'impressione di essere stato scritto pensando all'organo piuttosto che adattato da un brano destinato a un altro strumento, a differenza di altre opere per organo contemporanee. Ha tuttavia commentato che il tema suscitava poco interesse melodico o ritmico e Britten l'aveva usato, pensava, "non senza un suggerimento di monotonia". Sebbene il tema non sia "della materia di cui è fatta la grande musica", Noss ha rimarcato il pedale "eccitante" che fiorisce all'inizio del pezzo, l'uso attraente di melodia e armonia e "grandi crescendo e diminuendo prolungati" per mantenere l'ascoltatore interessato. Un altro dei primi critici lo descrisse come "spazioso", con una fuga "per nulla accademica" e uno stile che "suggerisce l'apprezzamento da parte di un compositore romantico moderno degli aspetti più austeri della scuola organistica classica". La recensione ha anche fatto notare che per molti degli accenti segnati nel brano "non sembra possibile che siano stati realizzati con qualcuno dei metodi usuali che suggeriscono l'accentazione dell'organo".
Fu inserito in un concerto al St Clement Danes, Londra, nel novembre 1963, in onore del cinquantesimo compleanno di Britten, con l'esecuzione di alcune delle sue opere meno conosciute. La recensione sul Times sottolineò favorevolmente il Te Deum in Do e le Sei metamorfosi da Ovidio per oboe solista. Del pezzo d'organo, tuttavia, il critico affermò che si trattava di "un tentativo artificioso di fare i mattoni senza la paglia".
L'organista Alan Harverson lo descrive come "eccellente" e nota la sua "disposizione e struttura ortodossa", in confronto alla scrittura per organo di Rejoice in the Lamb e Festival Te Deum (1944). Considera il preludio come "conciso e maestoso" e descrive il finale come "toccantemente sereno" con un "canone affascinante". Il musicologo ed esperto di Britten Philip Brett descrive il pezzo (senza nominarlo) nel New Grove Dictionary of Music and Musicians come un "piccolo lavoro per organo".
L'organista Timothy Bond non è d'accordo con la "cattiva stampa" del pezzo e con i commenti "sprezzanti" fatti al riguardo da Brett e altri. Secondo Bond questo lavoro "fresco e vitale" è "un pezzo più fine e completo di quanto a volte non risuoni nell'esecuzione". Rileva la difficoltà di trovare la migliore registrazione, non vengono forniti suggerimenti per la registrazione e il miglior organo su cui eseguire il pezzo, poiché sembra richiedere variazioni di volume costanti e considerevoli senza cambiamenti nella qualità del suono prodotta dall'organo, ma richiede anche "luminosità e chiarezza" neoclassica, una combinazione di requisiti che è difficile soddisfare con gli organi. Sull'organo giusto, tuttavia, Bond sostiene che il pezzo può suonare "particolarmente sorprendente" e "armonicamente audace e significativo, sia pur occasionalmente goffo", mentre si muove attraverso passaggi che sono "pacati", "inquietanti", "vigorosi", "nostalgici" e infine "sereni", anche se con una cadenza "un po' banale".